# ويليام ماكلولين
ويليام ماكلولين (بالإنجليزية: William McLaughlin)‏ هو سياسي أمريكي، ولد في 1932. حزبياً، نشط في الحزب الجمهوري.